# Erastria insularis
Erastria insularis là một loài bướm đêm trong họ Geometridae.